# Planimetrie
Planimetrie je geometrie v rovině, tj. dvourozměrném Euklidovském prostoru

## Charakteristika
Planimetrie se zabývá geometrickými útvary, jejich vzájemnými vztahy, konstrukcí, měřením, vzdálenostmi, úhly, obvodem a plochou útvarů. Mezi základní pojmy a okruhy zájmů planimetrie patří:
- bod

- geometrické útvary (množiny bodů):
  - přímka, polopřímka, úsečka
  - úhel
  - rovinné křivky:
    - kuželosečky – parabola, hyperbola, kružnice, elipsa

  - rovinné obrazce (uzavřené souvislé útvary):
    - rovnoběžníky – čtverec, obdélník, kosočtverec, rovnoběžník (dříve kosodélník)
    - mnohoúhelníky (pravidelné n-úhelníky) – trojúhelník, čtyřúhelník, pětiúhelník, ...
    - kruh

  - vlastnosti obrazců:
    - úhlopříčka, výška, těžnice, střední příčka, tětiva,
    - kružnice vepsaná, kružnice opsaná
    - osa úhlu, osa strany obrazce

  - výpočty:
    - obvod, obsah

  - eukleidovská konstrukce útvarů
  - otočení útvarů
  - souměrnost útvarů

## Historie
Základy planimetrie se objevují již v antice, kdy Pythagoras a Thalés z Milétu definovali teorie o trojúhelnících v rovině.